# Tine Orel
Tine Orel, slovenski šolnik, publicist, urednik in organizator planinstva, * 9. februar 1913, Trzin, † 3. junij 1985, Mali Lošinj.

## Življenje in delo
Tine Orel je po maturi na Škofijski klasični gimnaziji leta 1936 diplomiral iz slavistike na ljubljanski Filozofski fakulteti. Od 1938 je bil profesor na gimnaziji v Celju in bil v letih 1948−1963 njen ravnatelj. Njegovi dijaki so se ga spominjali kot profesorja z izjemnim pedagoškim žarom, ki jih je v težkih povojnih letih s svojo pokončno osebno držo, širokim znanjem in ljubeznijo do slovenskega jezika in literature zaznamoval za vse življenje. 
V Celju je kot kritik spremljal gledališko življenje ter sourejal Celjski zbornik (1957-62) in Turistični vestnik (1963-65). Leta 1963 se je z družino preselil v Ljubljano (otroka: Boris Orel in Tanja Orel Šturm). V letih 1965−69 je bil ravnatelj Zavoda za prosvetno in pedagoško službo v Ljubljani, nato pedagoški svetovalec Zavoda SR Slovenije za šolstvo, od 1972-77 pa je predaval na Pedagoški akademiji v Ljubljani.
V štiridesetih letih je napisal nekaj literarnih razprav (Ritem pri Prešernu, 1940) in bil uspešen alpinist, v letih 1933−1957 je opravil več vzponov od 3. do 6. težavnostne stopnje, ter bil od 1947-1960 član celjske postaje Gorske reševalne službe. Kot predsednik Planinskega društva Celje-Matica (1946-1963) je skrbel za obnovo med vojno uničenih planinskih postojank na Celjskem in Savinjski dolini. Predvsem pa je zaslužen kot urednik Planinskega vestnika (1949-1979). Za delo v planinski organizaciji je 1971 prejel Bloudkovo priznanje.